# ادامز میشن
ادامز میشن (به لاتین: Adams Mission) یک شهرک در آفریقای جنوبی است که در کوازولو-ناتال واقع شده‌است.